# Pavel Terentiev
Pavel Viktorovitch Terentiev (Павел Викторович Терентьев) est un herpétologiste soviétique, né le 23 décembre 1903 à Sébastopol et mort le 30 décembre 1970 à Léningrad.

## Biographie
Il fait ses études à l’université d’État de Moscou. Durant ses études post-docorales de 1922 à 1926, il dirige le terrarium du zoo de Moscou. Il part pour Léningrad, où il exerce diverses fonctions de 1934 à 1970, dont la chaire de zoologie de l’université de Léningrad. Il travaille également à l’institut de zoologie de l’Académie des sciences d'URSS. Terentiev joue un grand rôle dans la protection des collections pendant le siège de Léningrad durant la Seconde Guerre mondiale. Il obtient son doctorat en sciences en 1944. Il fait paraître, avec Sergueï Tchernov (1903-1964), le Synopsis des Reptiles et des Amphibiens d'URSS qui connaît trois éditions en russe, à partir de 1936, et est traduit en 1965 en anglais.

## Source
- (en) Kraig Adler (1989). Contributions to the History of Herpetology, Society for the study of amphibians and reptiles : 202 p.  (ISBN 0-916984-19-2)